# Atli Gregersen
Atli Gregersen (født 15. juni 1982) er en færøsk fodboldspiller, der spiller for Víkingur som forsvarer. Han er anfører på Færøernes fodboldlandshold.